# Сејо Калач
Сеад Сејо Калач (Пећ, 5. октобар 1964) је поп-фолк и фолк певач популаран у бившој Југославији. Певањем се бави професионално преко тридесет година.

## Музичка каријера
Први пут на музичкој сцени Сејо Калач се појавио са групом „Паукова мрежа“ у којој је свирао хармонику. По изласку из групе започиње соло каријеру. Одлази у Београд где завршава нижу музичку школу и започиње студије на Вишој педагошкој школи. За време боравка у Београду снима свој први албум за ПГП РТБ. Међутим, убрзо затим одлази у иностранство.
Следећи албум снимио је две године касније у Минхену. Трећи албум, под насловом „Полетимо, pолетимо“ снимио је у Љубљани, а четврти у Линцу у Аустрији. Након победе на Бихаћком фестивалу 1998. године са песмом Бишћанка, поново се враћа на просторе бивше Југославије. Међу његовим песмама које су постале хитови највише се истиче песма „Ала, ала“.
Појављује се у анимираном филму Џет-сет аутора Ненада Митића као један од главних протагониста.

## Дискографија

### Студијски албуми
- Шта су жене, питај друже мој (1991)
- Алипашин извор (1993)
- Полетимо, pолетимо (1997)
- Бишћанка (1998)
- Два живота (2000)
- Баш ти (2002)
- Вода, ваздух и слобода (2003)
- Ала, ала (2004)
- Гост (2007)
- Дође то из душе (2009)

### Компилацијски албум
- Стоја & Сејо Калач, са Стојом (2005)
- Најбољи хитови са Нихадом Кантићем (2011)

## Фестивали
- 1998. Бихаћ — Бишћанка
- 2009. Бихаћ — Бишћанка
- 2011. Бихаћ — Жена мог живота
- 2017. Бихаћ — У срцу ми Крајина